# 니콜 커셀
니콜 커셀(영어: Nicole Kassell, 1972년 ~ )은 미국의 TV 프로그램 연출가이다. HBO 드라마 《왓치맨》의 파일럿을 비롯한 일부 에피소드를 연출했다.